# Business Woman
"Business Woman" é uma canção gravada pela artista musical argentina Nathy Peluso, contida em seu primeiro álbum de estúdio Calambre (2020). Foi lançada em 7 de fevereiro de 2020 como o primeiro single do disco.

## Antecedentes e lançamento
Logo depois de lançar "Natikillah" e "Copa Glasé" em 2019, Peluso relatou que começaria a lançar os singles de seu primeiro álbum de estúdio em 2020. Em 2 de fevereiro de 2020, anunciou o título e a data de lançamento da canção. A capa do single foi divulgada em 4 de fevereiro. No dia seguinte, Peluso liberou um teaser do clipe de "Business Woman". O lançamento da canção ocorreu no dia 7 de fevereiro de 2020, juntamente com seu videoclipe.

## Vídeo musical
O videoclipe foi dirigido pela dupla Bradley & Pablo, que já trabalharam com Charli XCX, Dua Lipa, Frank Ocean, Juice Wrld e Rosalía. Foi gravado em 20 de novembro de 2019 na cidade de Londres, no Reino Unido, e inspirada na estética de clipes dos anos 90. Foi coreografado por Carlos Diaz Gandia, que, posteriormente, trabalhou com a cantora argentina em "Sana Sana", terceiro single do Calambre. O figurino foi assinado pela designer americana Betsey Johnson, mais conhecida por seus desenhos femininos e lunáticos. No vídeo, Peluso utilizada vestiários de outros designers de moda como os espanhóis Luis De Javier e Chema Diaz.

### Enredo
No videoclipe, Peluso interpreta o diabo, mas também uma CEO, uma popstar e uma mecânica, para personificar a denúncia da sociedade contemporânea malévola e capitalista, e representar a vontade de destruí-la. Para a revista The Fader, a cantora comentou: "Eu realmente queria atuar [no vídeo], mostrar as emoções da canção. Vi claramente vários personagens, todas mulheres de negócios, uma CEO, uma popstar, uma mecânica e um demônio. Uma mulher de negócios é todas elas, você tem que pensar em estratégias e liderar como uma CEO. Este é um trabalho artesanal e você tem que sujar as mãos como uma mecânica. Você tem que ser eficiente e dar seu melhor sorriso, como neste caso, a popstar. Às vezes, você tem que ser duro e não hesitar em tomar decisões, como aquele diabo que, às vezes, está desesperado".

## Apresentações ao vivo
Em 8 de fevereiro de 2020, Peluso performou "Business Woman" pela primeira vez no 'Cosquin Rock, festival argentino de rock realizado anualmente desde 2001 na cidade de Cosquín. Em 8 de março, Dia Internacional da Mulher, ela interpretou a canção no Operación Triunfo, um dos programas mais populares da história da televisão espanhola. A apresentação de Peluso foi assistida por mais de 1.48 milhões de espectadores em horário nobre, se tornando a 3ª melhor audiência da noite. Raúl Guillén, do site Jenesaispop, elogiou a performance, dizendo que a cantora estava muito mais confiante e sólida do que antes, e que comandou as suas dançarinas como uma "diva pop".

## Lista de faixas
| Download digital |                  |                              |         |  |
| N.º              | Título           | Compositor(es)               | Duração |  |
| 1.               | "Business Woman" | Nathalia Peluso Pedro Campos | 3:47    |  |

## Créditos
Lista-se abaixo os profissionais envolvidos na elaboração de "Business Woman", de acordo com o serviço Tidal:
- CFunk: guitarra
- Federico Vindver: compositor, produtor e teclado
- Felipe Tichauer: engenheiro de masterização
- Maddox Chhim: engenheiro de mixagem
- Nathy Peluso: artista associado, composição, liricista e vocalista principal
- Pedro Campos: compositor, engenheiro de gravação, produtor e teclado
- Rafa Arcaute: engenheiro de gravação, produtor e teclado